# Olympische Sommerspiele 2000/Teilnehmer (El Salvador)
| Gelbes Symbol für Goldmedaillen mit stilisierten Olympischen Ringen | Graues Symbol für Silbermedaillen mit stilisierten Olympischen Ringen | Braundes Symbol für Bronzemedaillen mit stilisierten Olympischen Ringen |
| ------------------------------------------------------------------- | --------------------------------------------------------------------- | ----------------------------------------------------------------------- |
| —                                                                   | —                                                                     | —                                                                       |

El Salvador nahm an den Olympischen Sommerspielen 2000 in Sydney, Australien, mit einer Delegation von acht Sportlern (vier Männer und vier Frauen) teil.

## Teilnehmer nach Sportarten

### Bogenschießen
- Cristóbal Merlos
Einzel: 55. Platz

### Gewichtheben
- Eva Dimas
Frauen, Klasse bis 75 Kilogramm: 12. Platz

### Judo
- Miguel Angel Moreno
Halbleichtgewicht: in der 1. Runde ausgeschieden

### Leichtathletik
- Edgardo Serpas
100 Meter: Vorläufe

- Ivis Martínez
Frauen, 20 Kilometer Gehen: 34. Platz

### Radsport
- Maureen Kaila
Frauen, Punktefahren: 17. Platz

### Schießen
- Luisa Maida
Frauen, Luftpistole: 36. Platz
Frauen, Sportpistole: 41. Platz

### Schwimmen
- Francisco Suriano
100 Meter Brust: 37. Platz
200 Meter Brust: 35. Platz